# Борьба на летних Олимпийских играх 1980

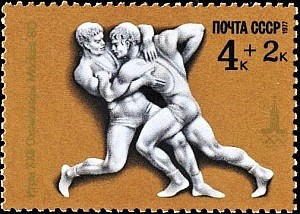
Почтовая марка

Соревнования по вольной и греко-римской борьбе на летних Олимпийских играх 1980 года в Москве проходили с 20 по 31 июля в универсальном спорткомплексе ЦСКА на Ленинградском проспекте.
266 мужчин из 35 стран разыграли 20 комплектов наград — по 10 комплектов в вольной и греко-римской борьбе. Программа соревнований и весовые рамки категорий по сравнению с предыдущей Олимпиадой в Монреале изменений не претерпели.
Успешнее всего ожидаемо выступили хозяева соревнований — советские борцы выиграли награды в 17 из 20 категорий, в том числе 12 золотых. Советские спортсмены повторили свой успех 4-летней давности, когда они также выиграли 12 золотых наград из 20 возможных. Всего медали по борьбе в Москве завоевали представители 15 стран, 6 из которых выиграли хотя бы одно золото.

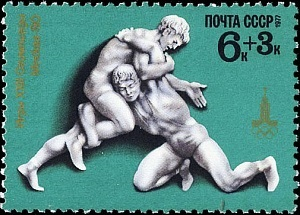
Почтовая марка

Братья-близнецы Анатолий и Сергей Белоглазовы выиграли золото в вольной борьбе в категориях до 52 и 57 кг соответственно. Сослан Андиев и Александр Колчинский стали двукратными олимпийскими чемпионами по вольной и греко-римской борьбе в категории свыше 100 кг, повторив свои успехи Монреаля-1976.
Золото Стелиоса Мигиакиса по состоянию на начало Игр 2021 года остаётся для Греции единственным в спортивной борьбе за всю историю современных Олимпийских игр.
Клаудио Поллио, выиграв золото в весовой категории до 48 кг, принёс Италии первую и до 2016 года единственную олимпийскую награду в вольной борьбе на Олимпийских играх. В 2016 году Франк Чамисо выиграл бронзу в весовой категории до 70 кг.
35-летний тяжеловес Хасан Бишара принёс Ливану 4-ю в истории олимпийскую медаль во всех видах спорта, по состоянию на начало Игр 2021 года эта медаль остаётся последней для Ливана.
В каждой весовой категории от страны мог выступать только один борец.

## Общий медальный зачёт

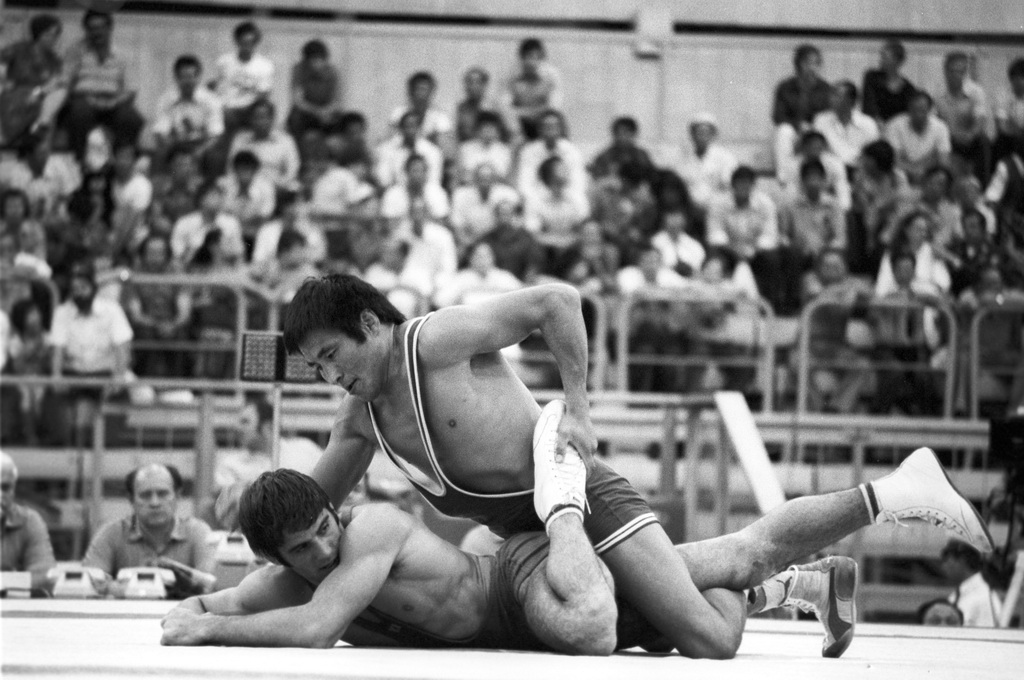
Олимпийский чемпион по вольной борьбе в категории до 74 кг болгарин Валентин Райчев (внизу) против монгола Жамцына Даваажава

(Жирным выделено самое большое количество медалей в своей категории; принимающая страна также выделена)
| Общее количество медалей | Общее количество медалей | Общее количество медалей | Общее количество медалей | Общее количество медалей | Общее количество медалей |
| Место                    | Страна                   | Золото                   | Серебро                  | Бронза                   | Всего                    |
| ------------------------ | ------------------------ | ------------------------ | ------------------------ | ------------------------ | ------------------------ |
| 1                        | СССР                     | 12                       | 3                        | 2                        | 17                       |
| 2                        | Болгария                 | 3                        | 4                        | 3                        | 10                       |
| 3                        | Венгрия                  | 2                        | 3                        | 2                        | 7                        |
| 4                        | Румыния                  | 1                        | 1                        | 2                        | 4                        |
| 5                        | Греция                   | 1                        | 0                        | 1                        | 2                        |
| 6                        | Италия                   | 1                        | 0                        | 0                        | 1                        |
| 7                        | Польша                   | 0                        | 5                        | 2                        | 7                        |
| 8                        | КНДР                     | 0                        | 2                        | 0                        | 2                        |
| 9                        | Монголия                 | 0                        | 1                        | 1                        | 2                        |
| 10                       | ГДР                      | 0                        | 1                        | 0                        | 1                        |
| 11                       | Чехословакия             | 0                        | 0                        | 2                        | 2                        |
| 11                       | Швеция                   | 0                        | 0                        | 2                        | 2                        |
| 13                       | Финляндия                | 0                        | 0                        | 1                        | 1                        |
| 13                       | Ливан                    | 0                        | 0                        | 1                        | 1                        |
| 13                       | Югославия                | 0                        | 0                        | 1                        | 1                        |

## Медалисты

### Греко-римская борьба

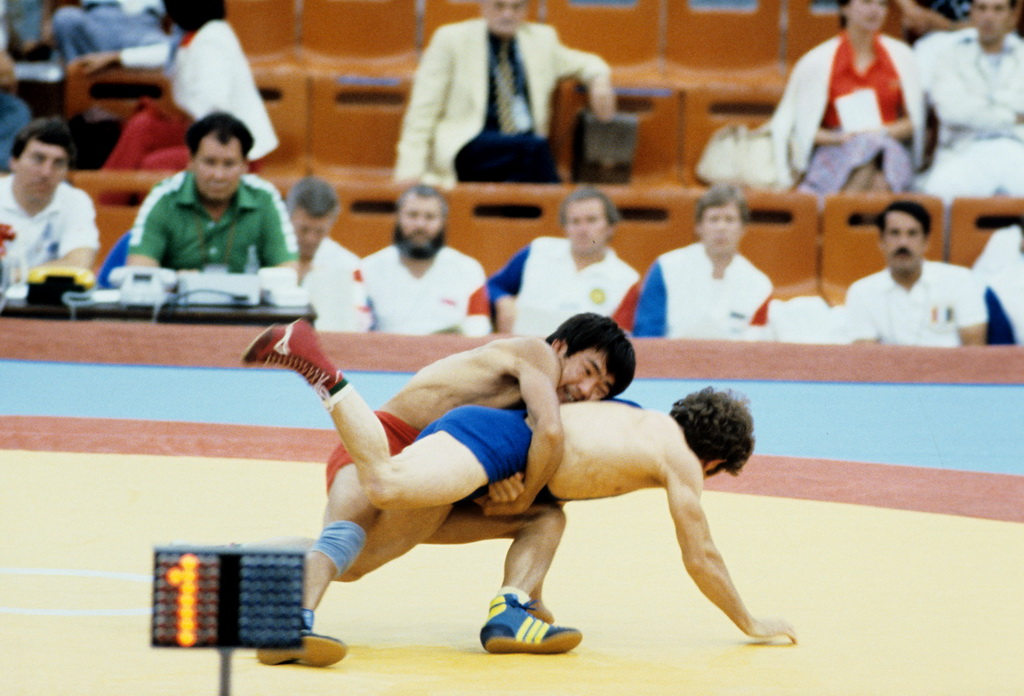
Олимпийский чемпион по греко-римской борьбе в категории до 48 кг Жаксылык Ушкемпиров (сверху) против болгарина Павла Христова

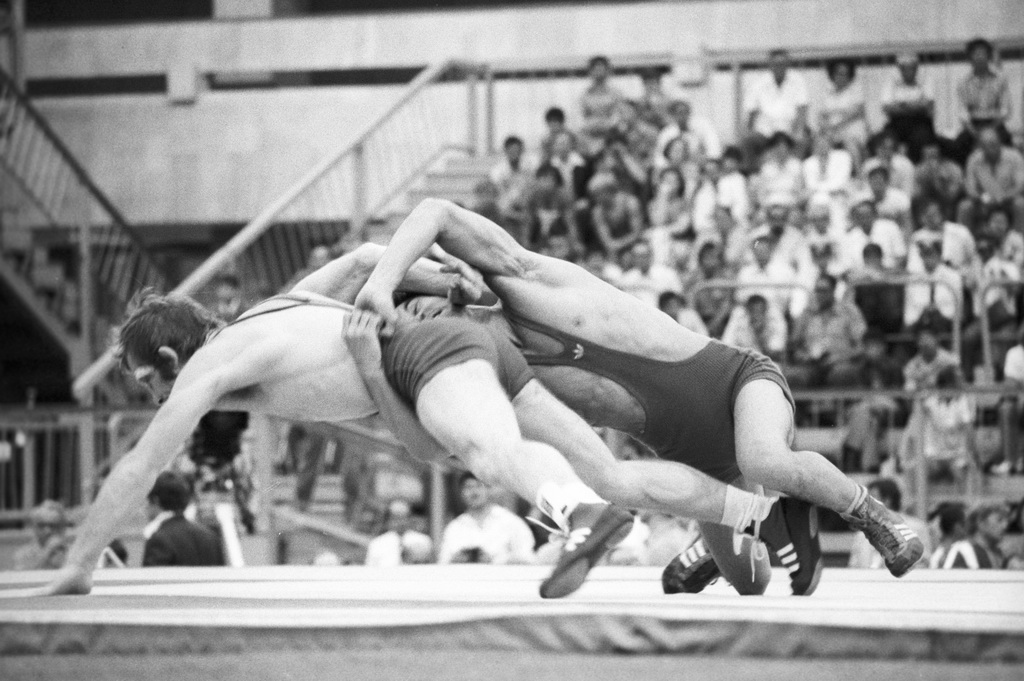
Олимпийский чемпион по греко-римской борьбе в категории до 57 кг Шамиль Сериков (справа) против поляка Юзефа Липеня

| Категория    | Золото                    | Серебро                       | Бронза                   |
| ------------ | ------------------------- | ----------------------------- | ------------------------ |
| До 48 кг     | Жаксылык Ушкемпиров СССР  | Константин Александру Румыния | Ференц Шереш Венгрия     |
| До 52 кг     | Вахтанг Благидзе СССР     | Лайош Рац Венгрия             | Младен Младенов Болгария |
| До 57 кг     | Шамиль Сериков СССР       | Юзеф Липень Польша            | Бенни Юнгбек Швеция      |
| До 62 кг     | Стелиос Мигиакис Греция   | Иштван Тот Венгрия            | Борис Крамаренко СССР    |
| До 68 кг     | Штефан Русу Румыния       | Анджей Супрон Польша          | Ларс-Эрик Шёльд Швеция   |
| До 74 кг     | Ференц Кочиш Венгрия      | Анатолий Быков СССР           | Микко Хухтала Финляндия  |
| До 82 кг     | Геннадий Корбан СССР      | Ян Долгович Польша            | Павел Павлов Болгария    |
| До 90 кг     | Норберт Нёвеньи Венгрия   | Игорь Каныгин СССР            | Петре Дику Румыния       |
| До 100 кг    | Георгий Райков Болгария   | Роман Берла Польша            | Василе Андрей Румыния    |
| Свыше 100 кг | Александр Колчинский СССР | Александр Томов Болгария      | Хасан Бишара Ливан       |

### Вольная борьба

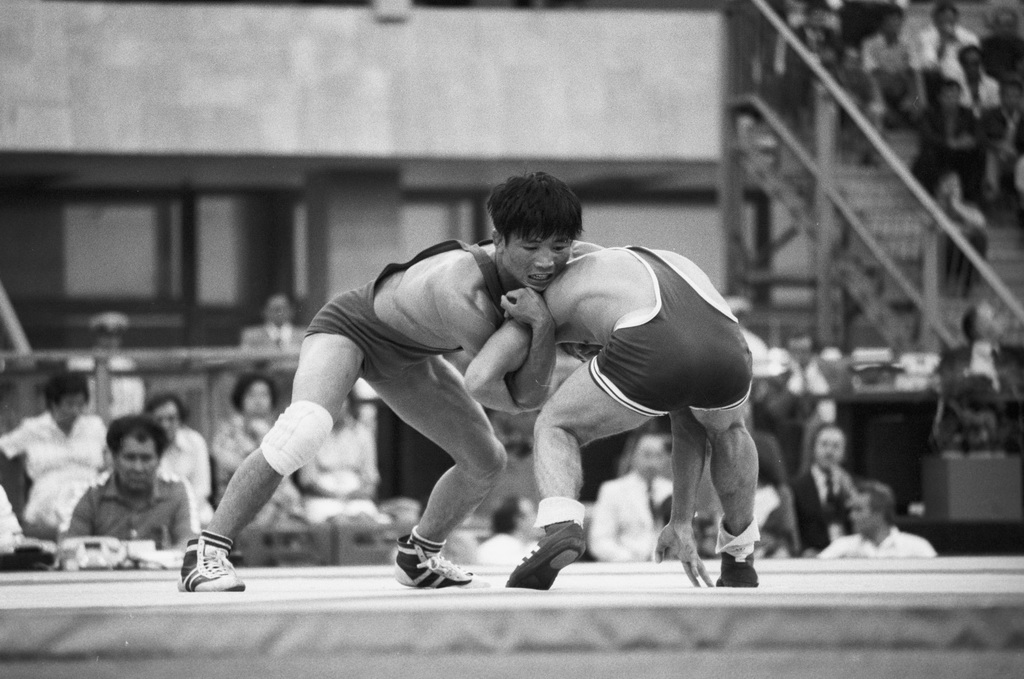
Чан Со Хон (лицом) против Сергея Корнилаева в категории до 48 кг

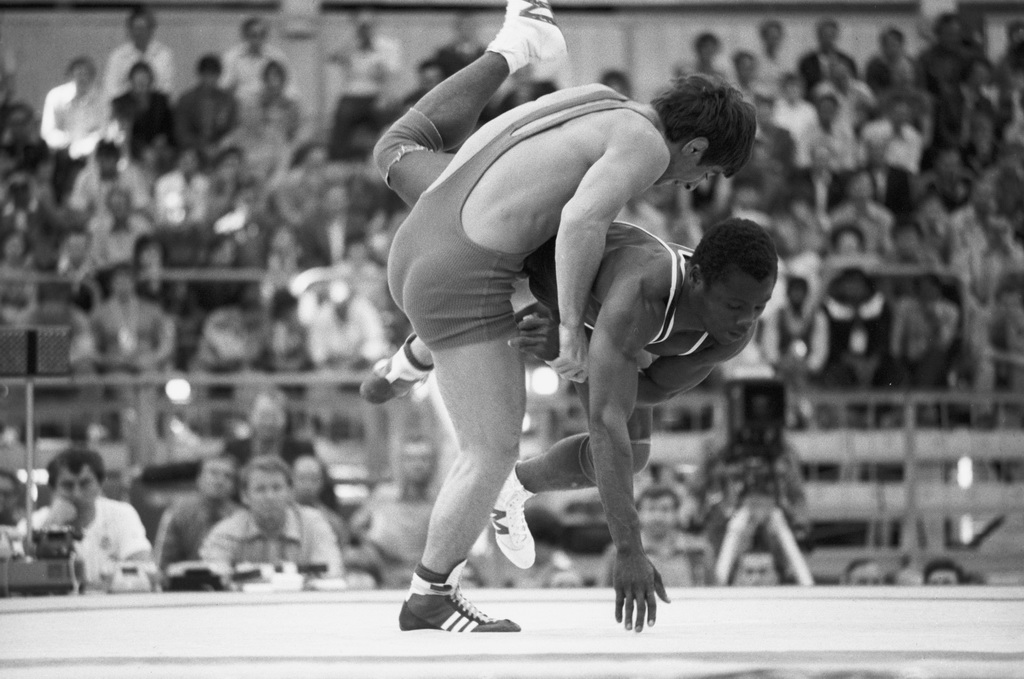
Олимпийский чемпион в категории до 62 кг Магомед-Гасан Абушев бросает нигерийца Аугустина Атаси

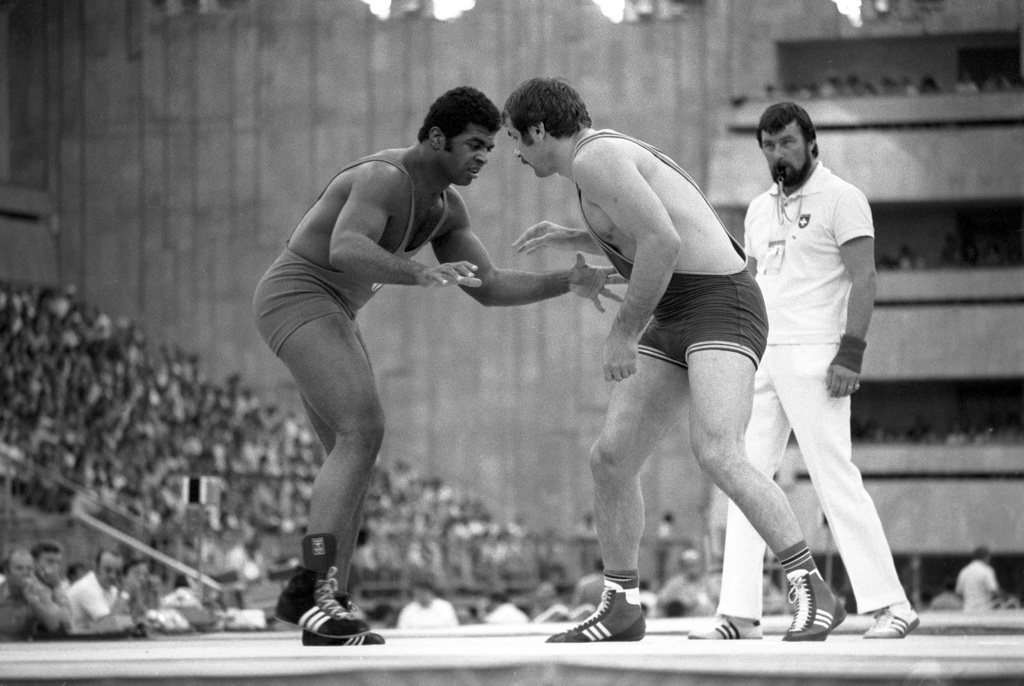
Олимпийский чемпион в категории до 100 кг Илья Мате (справа) против кубинца Моргана

| Категория    | Золото                    | Серебро                   | Бронза                           |
| ------------ | ------------------------- | ------------------------- | -------------------------------- |
| До 48 кг     | Клаудио Поллио Италия     | Чан Со Хон КНДР           | Сергей Корнилаев СССР            |
| До 52 кг     | Анатолий Белоглазов СССР  | Владислав Стецик Польша   | Нермедин Селимов Болгария        |
| До 57 кг     | Сергей Белоглазов СССР    | Ли Хо Пён КНДР            | Дугарсюрэнгийн Оюунболд Монголия |
| До 62 кг     | Магомед-Гасан Абушев СССР | Михо Дуков Болгария       | Георгиос Хадзииоаннидис Греция   |
| До 68 кг     | Сайпулла Абсаидов СССР    | Иван Янков Болгария       | Шабан Сейди Югославия            |
| До 74 кг     | Валентин Райчев Болгария  | Жамцын Даваажав Монголия  | Дан Карабин Чехословакия         |
| До 82 кг     | Исмаил Абилов Болгария    | Магомедхан Арацилов СССР  | Иштван Ковач Венгрия             |
| До 90 кг     | Санасар Оганисян СССР     | Уве Нойперт ГДР           | Александр Цихонь Польша          |
| До 100 кг    | Илья Мате СССР            | Славчо Червенков Болгария | Юлиус Стрниско Чехословакия      |
| Свыше 100 кг | Сослан Андиев СССР        | Йожеф Балла Венгрия       | Адам Сандурский Польша           |

## Судьи
- Тосимицу Адзума
- Диа Алван
- Альдо Альбанезе
- Хосе Армента Сервантес
- Милорад Арсич
- Аксель Брун
- Любомир Брусев
- Рубен Варданян
- Йоан Васкул-Поповичи
- Вальтер Венцель
- Ги Верньер
- Луиш Виейра Калидаш
- Максимилиано Гонсалес Диас
- Тодор Грудев
- Марсель Девард
- Зыгмунт Дмовский
- Полидорос Дроссос
- Макан Залов
- Кароль Зеленай
- Божидар Иванович
- Степан Казарян
- Владимир Кантор
- Стегиос Констадулас
- Иван Круй
- Николае Лазар
- Реми Ламбеле
- Михаил Лечич
- Станислав Лис
- Эрик Лундквист
- Франческо Марциани
- Александр Медведь
- Фазлолах Никхах
- Сеппо Тапио Нурминен
- Рудольф Палоц
- Симьон Попеску
- Пьеро Сансони
- Ахмад Сасс
- Милан Стеванович
- Василиос Сфетсас
- Милан Тержич
- Ласси Тапио Тойвола
- Илья Токмаков
- Василе Тот
- Лоуренс Уоррен
- Роже Файоль
- Эдвард Хардл
- Эйно Йоханнес Хеймонен
- Имре Ходош
- Иван Цупич
- Йон Черня
- Чон Тон Гу
- Николай Чучалов
- Эрих Шпаннбауэр
- Франсис Шуве
- Курт Шульц
- Стивен Эванофф
- Челль Эк